# 楊吉雄
楊吉雄（1943年7月8日—），中華民國政治人物，曾擔任國民大會代表，後代表中國國民黨以全國不分區當選為第二、三、四屆立法委員。
1993年時任宜蘭縣的國民黨縣黨部主委，誤信馮光遠投稿於「給我報報」內文提到張軍堂的論文題目是「犀牛皮移植到我臉上法律效力之研究」的惡搞，而淪為笑柄。
1999年12月10日，時任國民黨不分區立委的楊吉雄召開記者會，指證宋楚瑜之子宋鎮遠在1992年底曾大舉購買票券1億600餘萬元，揭開「興票案」的序幕。該案事後雖獲判不起訴，但一般認為是2000年總統大選宋楚瑜落敗的重要因素。
2009年10月20日，國民黨考紀會以「致贈禮品事證明確」取消楊吉雄中常委的當選資格。
因涉和平港補償弊案，高等法院花蓮分院2013年1月判楊吉雄詐欺取財2年6個月，併科罰金1千萬元確定。
楊吉雄之子楊棨名於2022年2月8日在其臉書頁面發文「我的父親比共產黨更共產黨，完全沒有民主自由、人權法治的規範！」並稱其父在林姿妙選縣議員時用新台幣2,000多萬元現金買廚房用品每家每戶賄選而一審遭有罪判刑，但他父親再買收二審而宣判無罪。